# Силоз
Силозите са съоръжения за съхранение на насипни материали, като зърно, цимент, пясък, фуражи, въглища и други.
Най-често силозите имат цилиндрична форма с коничен покрив – тази форма дава възможност за ефективни конструктивни решения, тъй като в конструкцията на силоза се развиват предимно опънни напрежения. Конструкцията на силозите най-често е стоманена или стоманобетонна.